# Timée le Sophiste
Pour les articles homonymes, voir Timée.
Timée le Sophiste est un philosophe et grammairien grec du IIe ou du IIIe siècle.
On ne connaît rien de sa vie, et on lui attribue un Lexique Platonicien dont l'objectif était d'expliquer les mots ou locutions rencontrés dans les écrits de Platon. Plusieurs ajouts ou retraits ultérieurs ont eu pour conséquence l'inclusion d'entrées n'ayant plus de rapport à Platon ou à sa philosophie.
La première étude détaillée de ce manuscrit a été réalisée au XVIIIe siècle par Ruhnkenius, qui en a publié le texte avec commentaires (Leyde, 1754).